# 皮耶路易吉·基卡
皮耶路易吉·基卡（義大利語：Pierluigi Chicca，1937年12月22日—2017年6月18日），意大利击剑运动员。他曾代表意大利参加1960年、1964年和1968年夏季奥林匹克运动会击剑比赛，共收获两枚银牌和一枚铜牌。